# Đền Đô
Đền Đô, tên chữ là Cổ Pháp điện, còn được gọi là Đền Lý Bát Đế, là một quần thể kiến trúc tín ngưỡng thờ tám vị vua đầu tiên của nhà Lý. Đền Đô đã được Nhà nước Việt Nam công nhận là di tích lịch sử - văn hóa theo Quyết định số 154 của Bộ Văn hóa - Thông tin (nay là Bộ Văn hóa, Thể thao và Du lịch) ngày 25 tháng 1 năm 1991. Năm 2014, nơi đây cùng với khu lăng mộ các Vua nhà Lý đã được xếp hạng di tích quốc gia đặc biệt.

## Khái quát

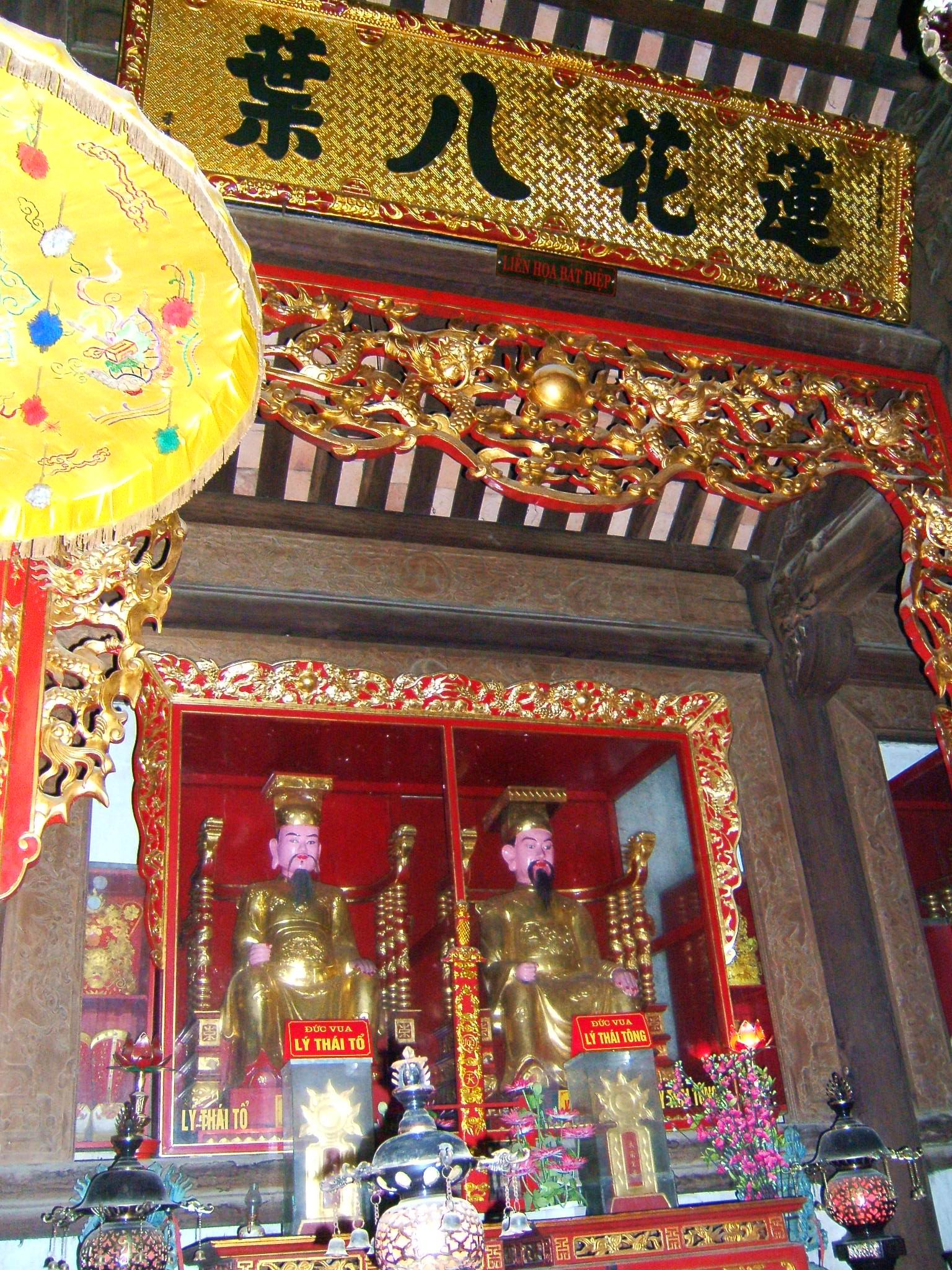
Tượng 2 vị vua Lý Thái Tổ và Lý Thái Tông tại đền Đô

Đền Đô thuộc khu phố Thượng, phường Đình Bảng, thành phố Từ Sơn, tỉnh Bắc Ninh. Đền nằm cách Thủ đô Hà Nội gần 15 km về phía Bắc, thuộc địa phận hương Cổ Pháp, châu Cổ Pháp (làng Đình Bảng, Từ Sơn, Bắc Ninh) nên còn gọi là đền Cổ Pháp.
Đền thờ tám vị vua nhà Lý, đó là: 

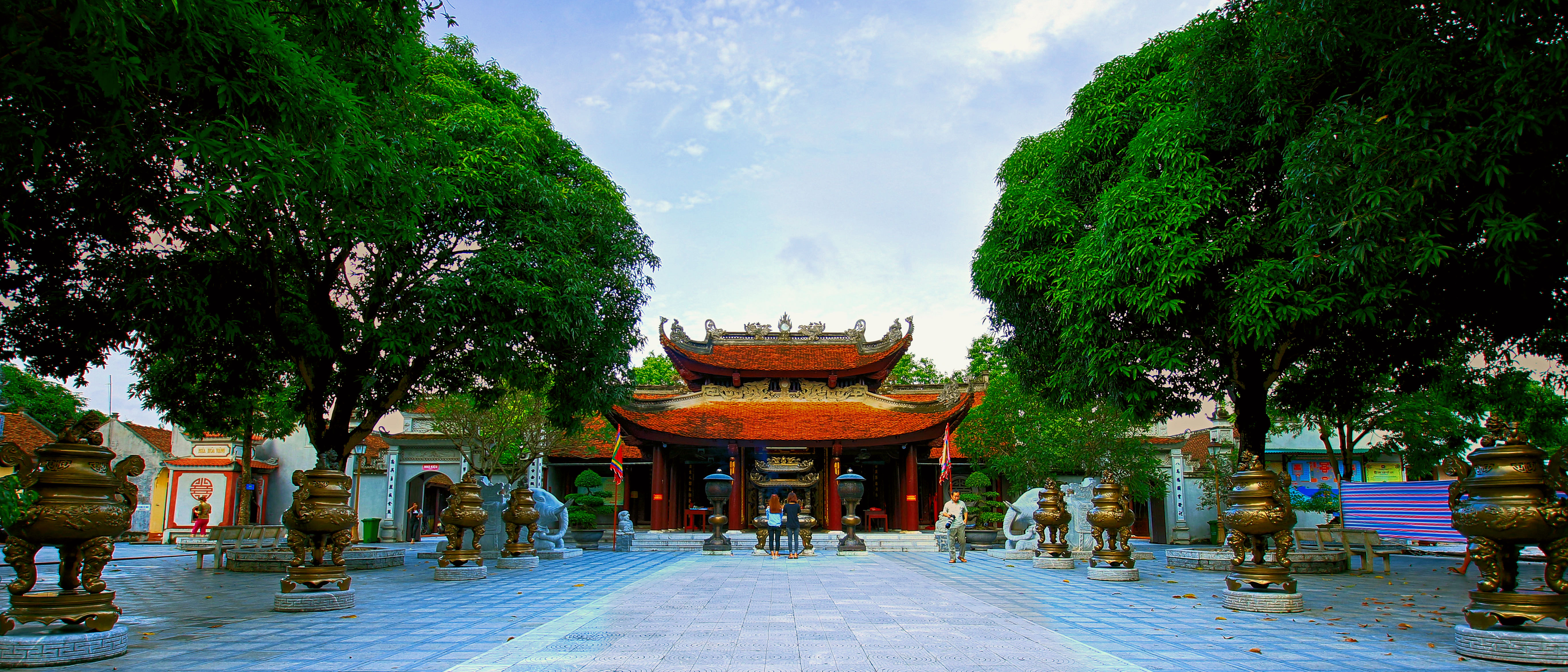
Đền Đô

1. Lý Công Uẩn tức Lý Thái Tổ (1009-1028);
2. Lý Thái Tông (1028-1054);
3. Lý Thánh Tông (1054-1072);
4. Lý Nhân Tông (1072-1128);
5. Lý Thần Tông (1128-1138);
6. Lý Anh Tông (1138-1175);
7. Lý Cao Tông (1175-1210) và
8. Lý Huệ Tông (1210-1224)

Từ xa xưa, Cổ Pháp được liệt vào làng "tam cổ": "Thứ nhất Cổ Bi, thứ nhì Cổ Loa, thứ ba Cổ Pháp". Đất Cổ Pháp là nơi thắng địa bậc nhất Kinh Bắc, vượng khí, linh thiêng. Làng Cổ Pháp được cho là nơi phát tích của triều đình nhà Lý, kéo dài hơn 200 năm.
Đền Đô được khởi công xây dựng từ ngày 3 tháng 3 năm Canh Ngọ 1030 bởi Lý Thái Tông khi vị hoàng đế này về quê làm giỗ cha. Sau này, đền được nhiều lần trung tu và mở rộng. Lần trùng tu lớn nhất là vào năm thứ 3 niên hiệu Hoằng Định của vua Lê Kính Tông (tức năm 1602), khắc văn bia ghi lại công đức của các vị vua triều Lý.
Trong thời kỳ kháng chiến chống Pháp, quân Pháp đã phá hủy nhiều di sản văn hóa ở Cổ Pháp. Năm 1952, quân Pháp dội bom, phá hủy hoàn toàn đền. Đến năm 1989, đền đã được khởi công xây dựng lại, theo đúng hình dáng và kiến trúc mà các nhà nghiên cứu lịch sử đã phác thảo, căn cứ vào dấu tích còn lại và các tài liệu lưu trữ.

## Kiến trúc

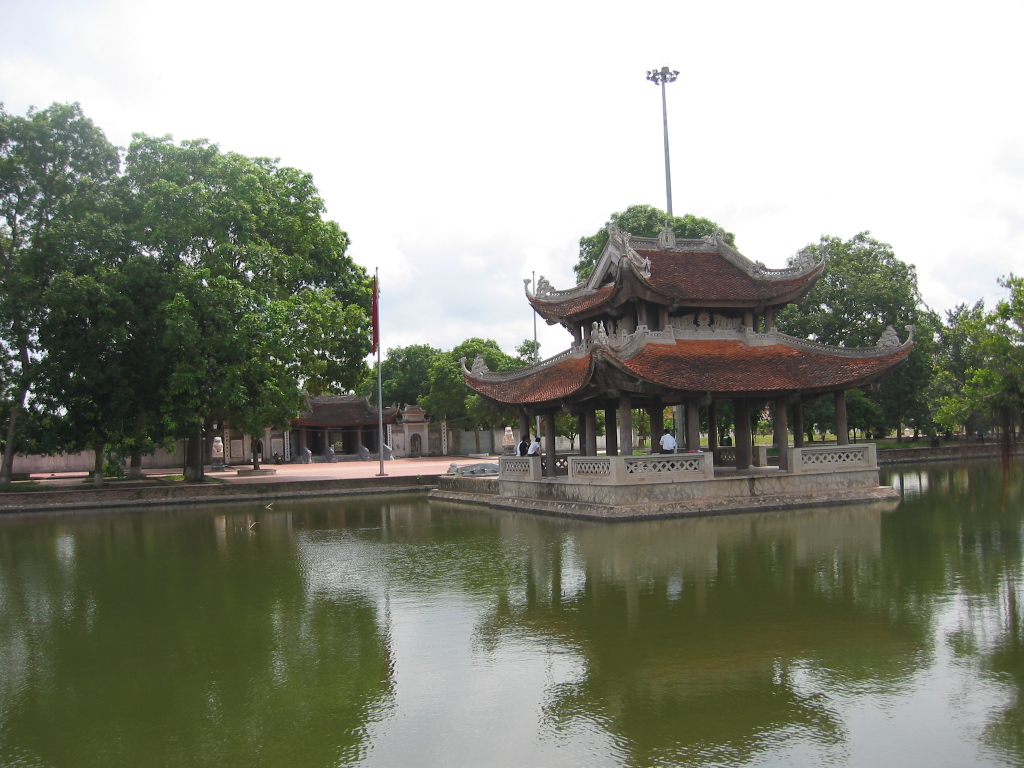
Thủy đình của Đền Đô

Đền Đô rộng 31.250 m², với trên 20 hạng mục công trình, chia thành 2 khu vực: nội thành và ngoại thành. Tất cả đều được xây dựng công phu, đắp vẽ chạm khắc tinh xảo.
Khu vực nội thành có kiến trúc theo kiểu "nội công ngoại quốc". Cổng vào nội thành gọi là Ngũ Long Môn vì hai cánh cổng có trạm khắc hình năm con rồng. Trung tâm của Khu nội thành và cũng là trung tâm đền là chính điện. Chính điện gồm trước tiên là Phương đình (nhà vuông) 8 mái 3 gian rộng đến 70 m². Tiếp đến nhà Tiền tế 7 gian rộng 220 m². Tại đây có điện thờ vua Lý Thái Tổ. Phía bên trái điện thờ có treo tấm bảng ghi lại "Chiếu dời đô" của vua Lý Thái Tổ được coi là bức chiếu bằng gốm lớn nhất Việt Nam với chiều cao 3,5 mét, rộng hơn 8 mét, được ghép lại từ 214 chữ Hán làm bằng gốm Bát Tràng. Phía bên phải có treo tấm bảng ghi bài thơ nổi tiếng Nam quốc sơn hà:
"Nam quốc sơn hà Nam đế cư
Tiệt nhiên định phận tại thiên thư
Như hà nghịch lỗ lai xâm phạm
Nhữ đẳng hành khan thủ bại hư".
Sau cùng là Cổ Pháp điện gồm 7 gian rộng 180 m² là nơi đặt ngai thờ, bài vị và tượng của 8 vị vua nhà Lý. Gian giữa là nơi thờ Lý Thái Tổ và Lý Thái Tông; ba gian bên phải lần lượt thờ Lý Thánh Tông, Lý Thần Tông và Lý Cao Tông; ba gian bên trái lần lượt thờ Lý Nhân Tông, Lý Anh Tông, và Lý Huệ Tông.
Trong nội thành còn có nhà chuyển bồng, kiến trúc theo kiểu chồng diêm 8 mái, 8 đao cong mềm mại, nhà tiền tế, nhà để kiệu thờ, nhà để ngựa thờ. Đặc biệt, phía Đông đền có nhà bia, nơi đặt "Cổ Pháp Điện Tạo Bi" (bia đền Cổ Pháp). Tấm bia đá này cao 190 cm, rộng 103 cm, dày 17 cm, được khắc dựng năm Giáp Thìn (1605), do tiến sĩ Phùng Khắc Khoan soạn văn bia, ghi lại sự kiện lịch sử nhà Lê xây dựng lại đền và ghi công đức của các vị vua triều Lý.
Khu ngoại thất đền Đô gồm thủy đình trên hồ bán nguyệt. Đây là nơi để các chức sắc ngày trước ngồi xem biểu diễn rối nước. Hồ này thông với ao Cả trên và ao Cả dưới và sông Tiêu Tương xưa. Thủy đình ở phía Bắc hồ rộng 5 gian có kiến trúc chồng diêm 8 mái, 8 đao cong. Thủy đình đền Đô từng được Ngân hàng Đông Dương thời Pháp thuộc chọn là hình ảnh in trên giấy bạc "năm đồng vàng" và là hình in trên đồng tiền xu 1000 hiện nay. Nhà văn chỉ ba gian chồng diêm rộng 100 m² nằm bên trái khu nội thành thờ Tô Hiến Thành và Lý Đạo Thành, những quan văn đã có công lớn giúp nhà Lý. Nhà võ chỉ có kiến trúc tương tự nhà văn chỉ, ở bên phải khu nội thành thờ Lê Phụng Hiểu, Lý Thường Kiệt, Đào Cam Mộc, những quan võ đã có công lớn giúp nhà Lý. Ngoài ra, ở khu vực ngoại thành còn có nhà chủ tế, nhà kho, nhà khách và đền vua Bà (thờ Lý Chiêu Hoàng, còn gọi là đền Rồng), v.v...

## Hội Đền
Lễ hội đền Đô được tổ chức vào các ngày 14, 15, 16 tháng 3 âm lịch nhằm kỷ niệm ngày Lý Công Uẩn đăng quang (ngày 15/3 năm Canh Tuất 1010), ban "Chiếu dời đô". Đây là ngày hội lớn thu hút nhiều khách hành hương thể hiện lòng thành kính và nhớ ơn của người dân Việt đối với các vua Lý. Đó cũng là lễ hội truyền thống có từ lâu đời và trở thành phong tục được nhân dân phường Đình Bảng tự nguyện lưu giữ, trở thành nhu cầu không thể thiếu trong đời sống văn hóa tinh thần của nhân dân.
Hội bắt đầu vào ngày 14, 8 kiệu của Bát Đế ở Đền Đô và kiệu vua Lý Chiêu Hoàng ở đền Rồng đi tới chùa Dận (chùa Ứng Tâm) nơi thờ Minh Đức hoàng thái hậu Phạm thị (Phạm Thị Ngà) - mẹ vua Lý Thái Tổ - để đến ngày 15 rước bà về đền Đô dự lễ đăng quang của con trai. Lễ rước kiệu dẫn đầu bởi 3  võ tướng vạm vỡ thân đóng khố tay cầm trùy đồng, theo sau là các văn võ bá quan và đoàn khiêng kiệu. Đi trước là kiệu Thánh Mẫu với 18 nữ tướng theo phò, tiếp đến là ngựa, kiệu Bát Đế mỗi kiệu có 16 nam tướng mặc áo đỏ uy nghi tháp tùng và kiệu vua Lý Chiêu Hoàng do các thanh nữ xinh đẹp đưa rước. Cuối cùng của đoàn rước kiệu là hương lão trong làng, dân chúng và khách tham quan.

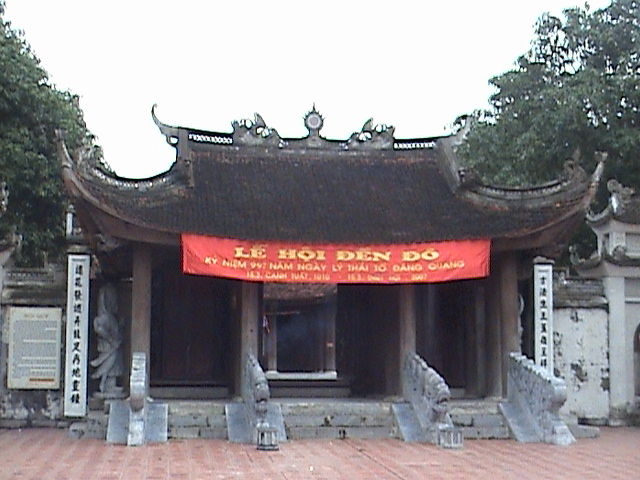
Cổng trước của Đền Đô
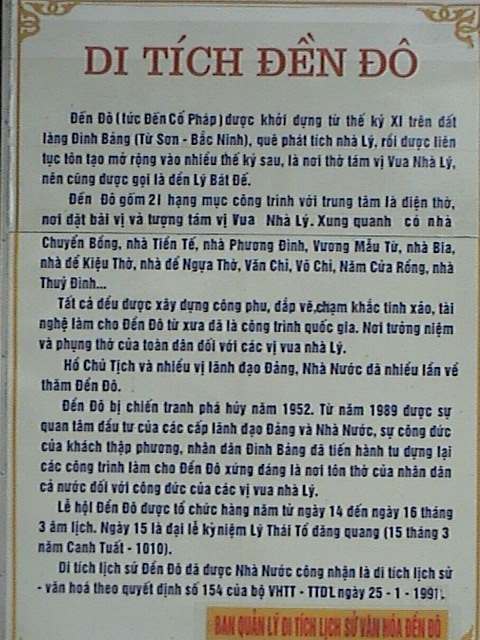
Di tích đền Đô
Hình Thủy đình ở mặt sau tờ "Năm đồng vàng" do Banque de L'Indochine phát hành

## Chú giải
1. ↑  "Quyết định 2408/QĐ-TTg 2014 xếp hạng di tích quốc gia đặc biệt 2014".
2. ↑  Lịch sử xã Đình Bang, tập 1, trang 49.
3. ↑   [Đình Bảng Đình Bảng]. {{Chú thích web}}: |title= trống hay bị thiếu (trợ giúp); Kiểm tra giá trị |url= (trợ giúp)
4. ↑   https://giaoduc.net.vn/tieu-diem/ghe-tham-den-do-bac-ninh--noi-tho-tam-vi-vua-trieu-ly-post64919.gd. {{Chú thích web}}: |title= trống hay bị thiếu (trợ giúp)
5. ↑  Sđd, tr. 49.
6. ↑   https://voh.com.vn/du-lich/den-do-dia-diem-du-lich-tuyet-voi-tai-bac-ninh-336161.html. {{Chú thích web}}: |title= trống hay bị thiếu (trợ giúp)